# Macedonio Melloni
Macedonio Melloni (Parma, 11 d'abril de 1798 - Portici, 12 d'agost de 1854), fou un científic italià.
La seva fama està lligada als seus estudis sobre els raigs infrarojos, que va iniciar en 1831 al costat de Leopoldo Nobili. Va idear un aparell al qual va denominar "termomoltiplicatore", que era una combinació de pila termoelèctrica i galvanòmetre.
Va ostentar els càrrecs de professor de física en la Universitat de Nàpols, director del conservatori d'Arts i Oficis, i des de 1847, de l'Observatori Vesubià.